# Idilio salvaje
En el desierto o Idilio salvaje es un poema de Manuel José Othón publicado en 1906 de manera póstuma. Se considera un poema del movimiento modernista —aunque el poeta deseaba apartarse de esta tendencia—, y describe de manera poética la geografía mexicana por lo que se considera uno de los más representativos de la literatura mexicana.

## Análisis

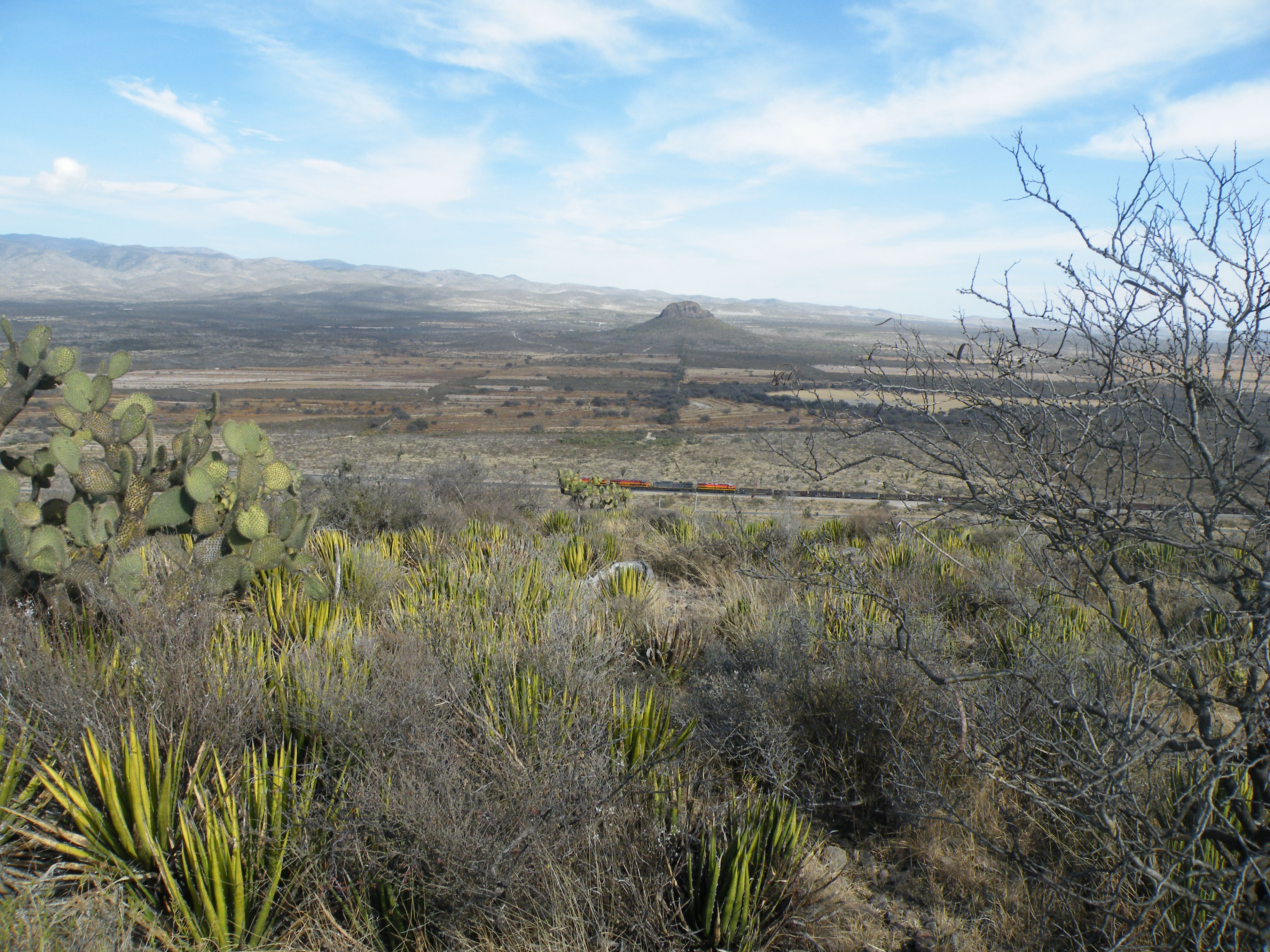
Paisaje típico potosino, fuente de inspiración para el poema.

El poema Idilio Salvaje, describe el paisaje de San Luis Potosí de donde era originario el autor. En este estado, que se encuentra situado en el norte de la república mexicana, tiene la particularidad de poseer elevaciones que van desde los 80 hasta los 3.000 metros sobre el nivel del mar, lo que influye en la gran cantidad de microclimas que tiene. Es por ello, que la topografía del lugar se ve descrita de manera poética en esta obra, principalmente la árida altiplanicie que va desde Durango hasta San Luis Potosí.

### Nombre
Aunque el nombre original del poema era En el desierto y tenía como subtítulo Idilio salvaje, la popularidad que tuvo en su momento, le dejó únicamente el subtítulo como nombre para identificar este poema. Fue escrito en Ciudad Lerdo, Durango.

### Dedicatoria

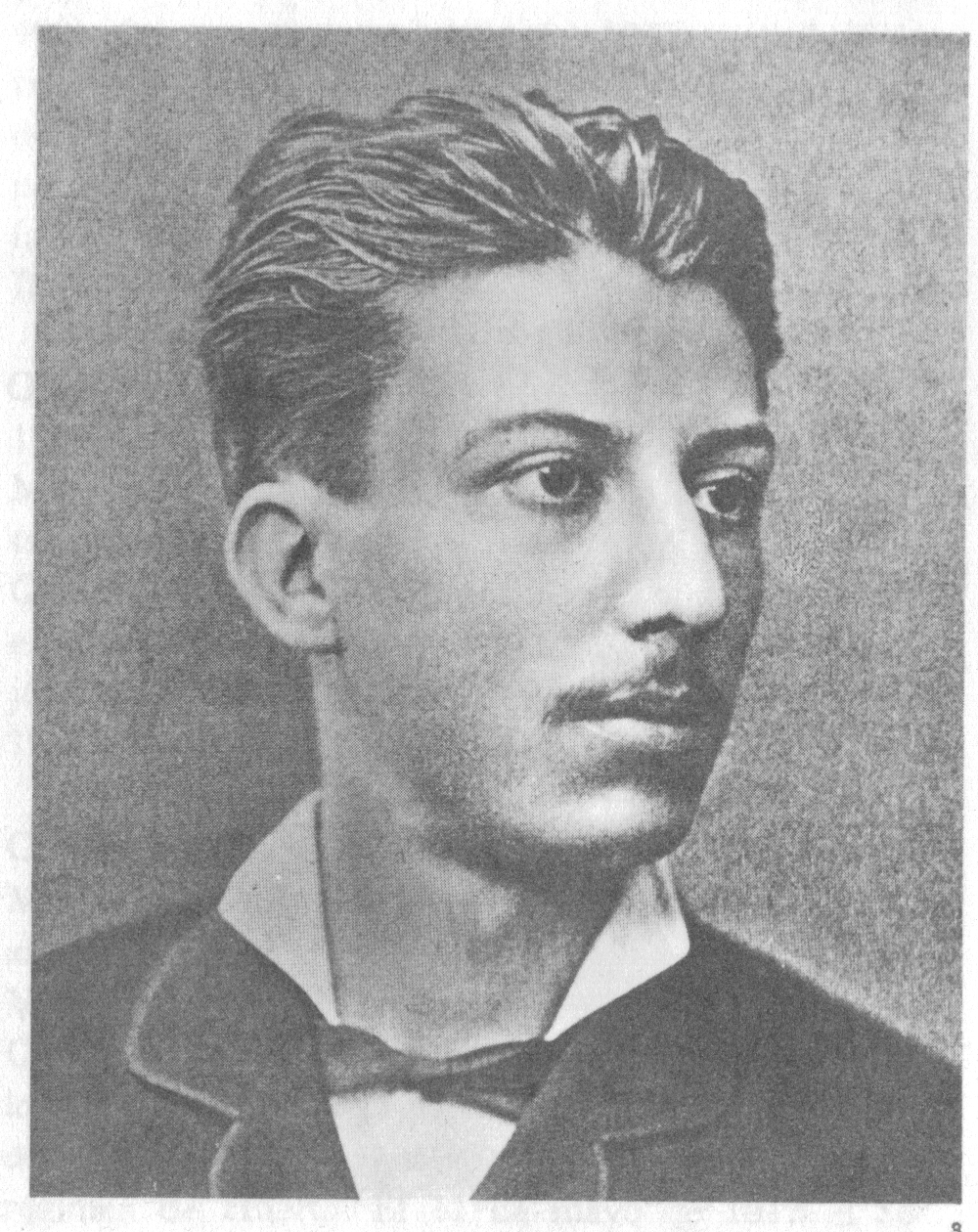
Poeta Manuel José Othón, autor del poema.

Idilio salvaje fue dedicado al amigo del poeta, Alfonso del Toro, y es posiblemente alusivo a una relación prohibida resultado de una experiencia personal. Othón no quiso publicar en vida este poema para no ofender a su esposa por lo que apareció de manera póstuma en las revistas El Mundo ilustrado y Revista Moderna.

### Temas
Idilio salvaje tiene nexos con el movimiento modernista, aunque el poeta nunca quiso identificarse plenamente con este movimiento de origen francés. Los grandes temas del poema son el amor y el paisaje, que se fusionan en la estructura del poema mediante un proceso de recuerdo y recreación del paisaje. La tortura del paisaje corresponde a la descripción de los pasajes desérticos que son fríos y agrestes. De esta forma, como en los poemas clásicos de la antigüedad, el poeta comienza describiendo el escenario en el cual se desarrolla el tema de los amantes. En ningún otro poema logró Othón una fusión entre el paisaje con las emociones humanas.

## Reconocimientos
- Pedro Henríquez Ureña incluyó en este mismo poema poema en su antología «Cien de las mejores poesías castellanas» de 1931.[1]